# Кучер, Александр Николаевич
Алекса́ндр Никола́евич Ку́чер укр. Олекса́ндр Микола́йович Ку́чер; род. 22 октября 1982[…], Киев) — украинский футболист, защитник и футбольный тренер. В прошлом игрок национальной сборной Украины, за которую дебютировал 15 августа 2006 года в товарищеском матче со сборной Азербайджана. Участник чемпионата Европы 2016. Заслуженный мастер спорта Украины (2009).

## Биография

### Клубная карьера
Серьёзную футбольную карьеру начал в харьковском «Арсенале», однако на протяжении шести лет всё никак не мог найти «свою» команду, успел побывать как в донецком «Металлурге», «Металлисте», а также в ереванском «Бананце».

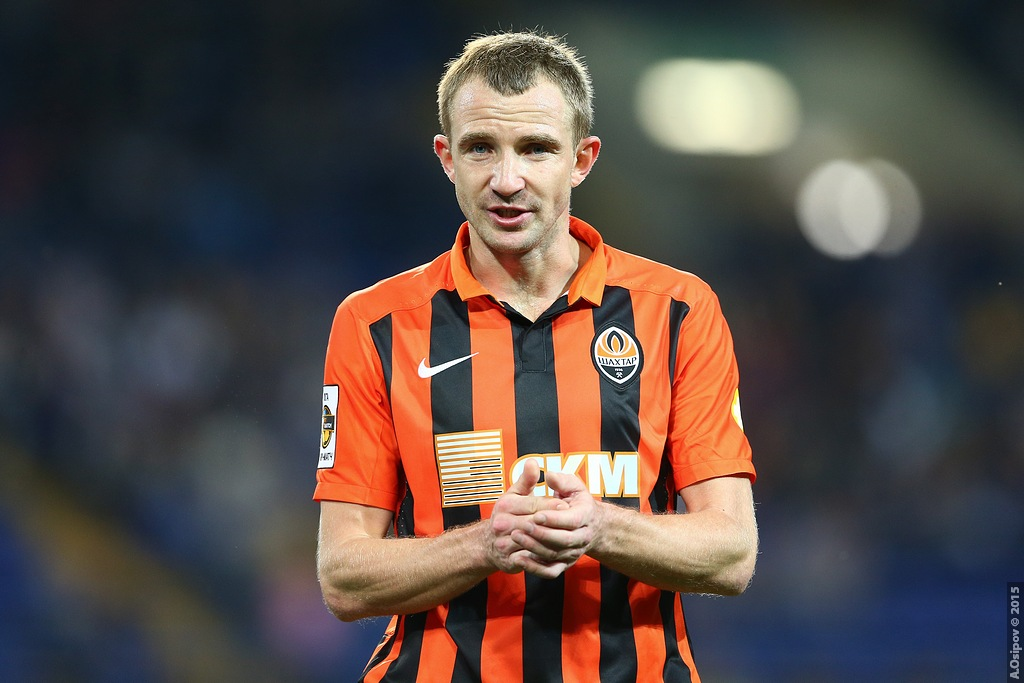
Кучер в составе донецкого «Шахтёра», 2015 год

В 2006 году Александру предложили подписать контракт с донецким «Шахтёром», футболист не отказался, и в этом клубе Александр заиграл в полную силу. Помог одноклубникам завоевать не один трофей, стал обладателем Кубка УЕФА, а в 2009 году был удостоен звания заслуженного мастера спорта Украины.
В чемпионатах Украины провёл 295 матчей, забил 15 мячей. В Кубке Украины 46 матчей, 4 гола (38 игр, 4 гола за «Шахтёр»). В Суперкубке Украины 6 матчей (за «Шахтёр»). В еврокубковых клубных турнирах провёл 84 матча, 1 гол (за «Шахтёр»).
В июне 2017 центральный защитник покинул «Шахтёр».
В августе 2017 Кучер заключил годовой контракт с клубом турецкой Суперлиги «Кайсериспор».
В марте 2020 года закончил карьеру игрока.

### Карьера в сборной
За сборную начал выступать в 2006 году, и 15 августа дебютировал на поле в майке национальной команды в поединке против сборной Азербайджана. После этого стал стабильным игроком национальной сборной, и абсолютно заслуженно оказался в заявке на ЕВРО-2012. Игрок национальной сборной Украины (56 игр, 2 гола)

### Тренерская карьера
В июле 2020 года был назначен на должность главного тренера «Металлиста».
В июле 2022 года стал главным тренером «Днепра-1».
В марте 2025 года возглавил «Черноморец».

## Достижения

### Командные
«Шахтёр»
- Чемпион Украины (7): 2007/08, 2009/10, 2010/11, 2011/2012, 2012/13, 2013/14, 2016/17
- Серебряный призёр чемпионата Украины (2): 2006/07, 2008/09
- Обладатель Кубка Украины (5): 2007/08, 2010/11, 2011/12, 2012/13, 2015/16
- Финалист Кубка Украины (2): 2013/14, 2014/15
- Обладатель Суперкубка Украины (3): 2008, 2012, 2013
- Обладатель Кубка УЕФА: 2009

### Личные
- Заслуженный мастер спорта Украины (2009)
- Кавалер ордена «За мужество» III степени (2009 год)[6]

### В качестве тренера
«Днепр-1»
- Серебряный призёр Премьер-лиги Украины: 2022/23[7]